# Jéromine Géroudet
Jéromine Géroudet (ur. 23 lutego 1990 r. w Bonneville) – francuska narciarka alpejska, dwukrotna medalistka mistrzostw świata juniorów.

## Kariera
Po raz pierwszy na arenie międzynarodowej Jéromine Géroudet zaprezentowała się 1 grudnia 2005 roku podczas zawodów FIS Race we francuskim Tignes. Została wtedy zdyskwalifikowana w pierwszym przejeździe giganta. W 2010 roku wystartowała na mistrzostwach świata juniorów w Mont Blanc, gdzie zwyciężyła w zjeździe, a w supergigancie zdobyła srebrny medal, ulegając tylko swej rodaczce Marine Gauthier.
W Pucharze Świata zadebiutowała 18 grudnia 2009 roku we francuskim Val d’Isère, gdzie nie ukończyła superkombinacji. Pierwsze pucharowe punkty zdobyła cztery miesiące później, 10 marca 2010 roku w niemieckim Garmisch-Partenkirchen, zajmując 23. pozycję w zjeździe. Nigdy nie stanęła na podium zawodów Pucharu Świata.

## Osiągnięcia

### Mistrzostwa świata juniorów
| Miejsce | Dzień       | Rok  | Miejscowość       | Konkurencja | Czas biegu | Strata | Zwyciężczyni     |
| ------- | ----------- | ---- | ----------------- | ----------- | ---------- | ------ | ---------------- |
| 2.      | 31 stycznia | 2010 | Region Mont Blanc | Supergigant | 1:32,21    | +0,08  | Marine Gauthier  |
| 19.     | 1 lutego    | 2010 | Region Mont Blanc | Slalom      | 1:34,47    | +4,40  | Christina Geiger |
| 1.      | 4 lutego    | 2010 | Region Mont Blanc | Zjazd       | 1:20,89    | -      | -                |
| DNF1    | 5 lutego    | 2010 | Region Mont Blanc | Gigant      | 1:38,34    | -      | Mona Løseth      |

### Puchar Świata

#### Miejsca w klasyfikacji generalnej
- sezon 2009/2010: 132.
- sezon 2014/2015: -

#### Miejsca na podium w zawodach
Géroudet nie stała na podium zawodów Pucharu Świata.